# Ottawa Senators

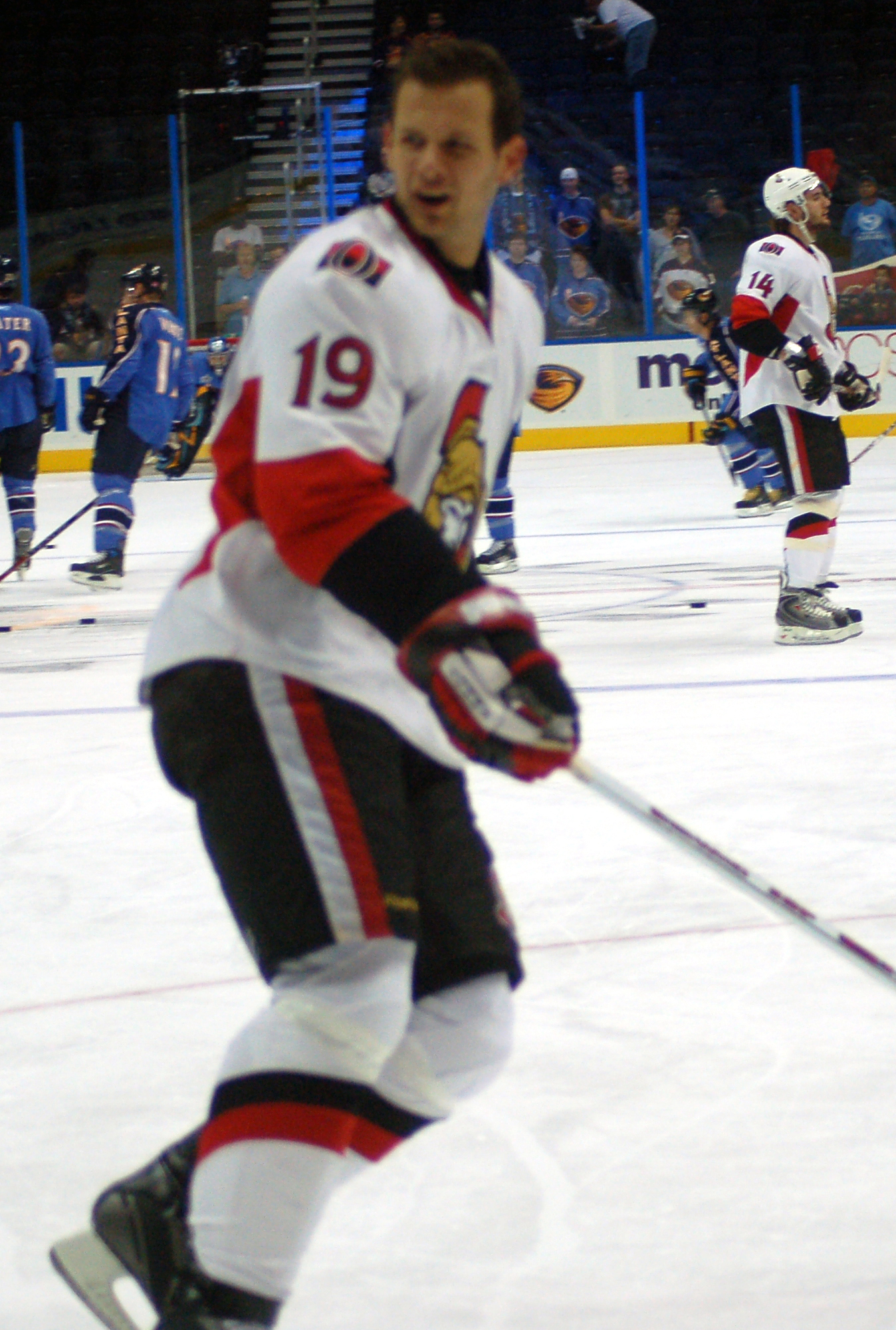
Equipament dels Ottawa Senators.

Els Ottawa Senators són un equip professional d'hoquei sobre gel de la ciutat d'Ottawa (Ontario, Canadà). Juguen a la National Hockey League, a la Divisió Nord-est de la Conferència Est. L'equip té la seu al Scotiabank Place de 20.500 espectadors i els seus colors són el vermell a casa i el blanc a fora. Juga amb jersei vermell i pantalons negres a casa i amb jersei blanc i pantalons negres a fora. El daurat també és un dels seus colors

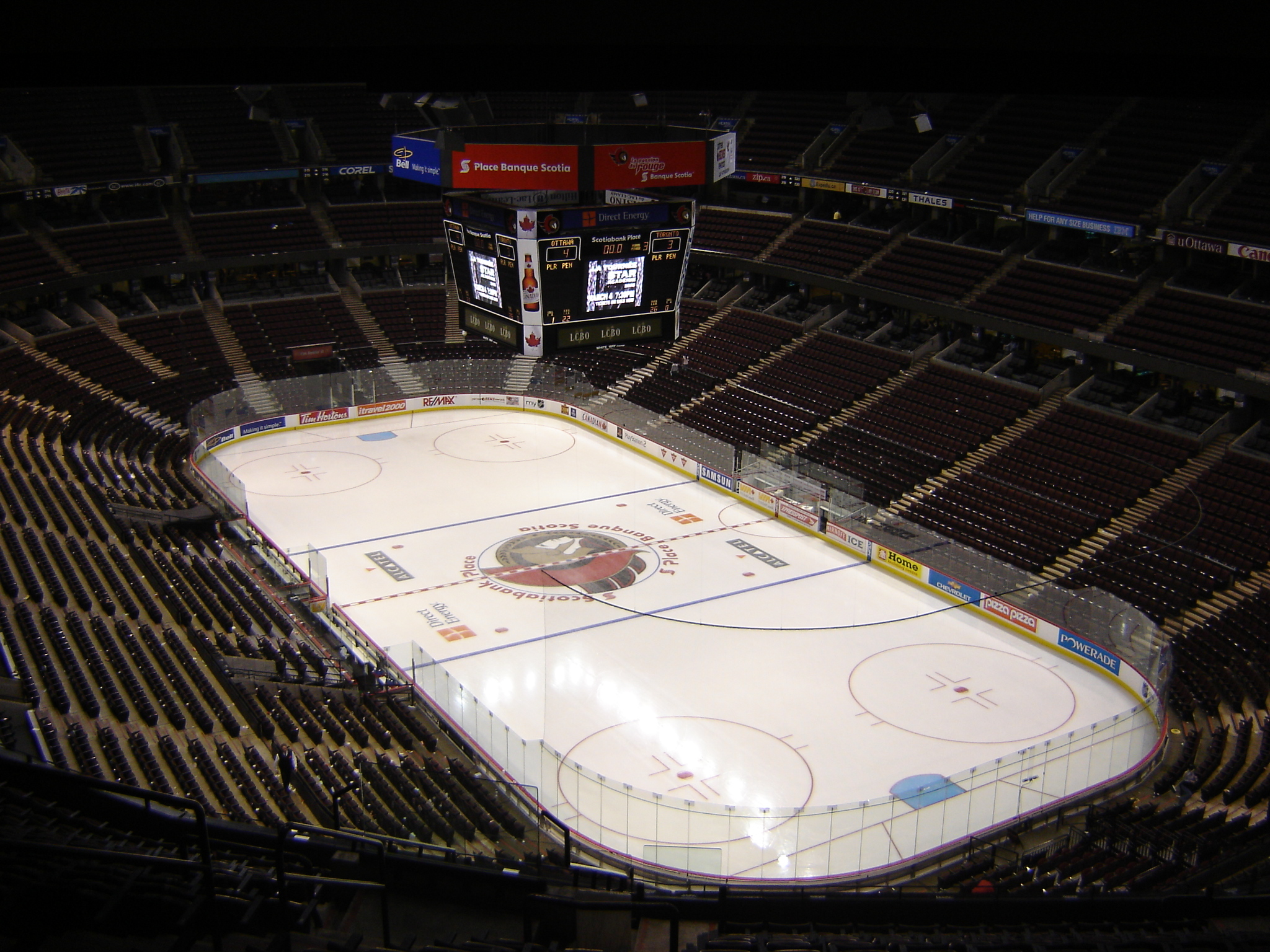
Imatge interior de la seu dels Ottawa Senators

La franquícia fou fundada el 1990 però té els seus orígens en una franquícia anterior, els Ottawa Senators o Silver Senators, fundada el 1883, que va jugar a l'NHL des del 1917 fins al 1934, i va guanyar 11 Copes Stanley fins que va desaparèixer el 1935.